# Existenzphilosophie
Existenzphilosophie bezeichnet eine philosophische Richtung, die im Zentrum ihres Denkens die Existenz des Menschen im weitesten Sinne hat. Innerhalb der Existenzphilosophie werden zwar verschiedene Positionen beschrieben, die sich jedoch alle durch den grundlegenden Vorrang der Erhellung des eigentlichen Existierens vor einem spekulativen Idealismus oder dem Wissenschaftsglauben des Positivismus auszeichnen. Von der Existenzphilosophie im allgemeinen Sinne kann der Existentialismus als besondere Ausdrucksform der französischen Existenzphilosophie unterschieden werden.

## Begriffsklärung
Der Begriff existentia, von dem sich das deutsche Wort Existenz später ableitete, wird im 4. Jahrhundert n. Chr. als Übersetzung des griechischen hyparxis nachgewiesen, was so viel bedeutet wie „Vorhandensein“. In der scholastischen Philosophie erhielt der Begriff den Sinn von „tatsächlich vorkommen“ und wurde zum Gegensatz des Begriffes Wesen, des Was (essentia). Unter Existenz wird in der Existenzphilosophie die Besonderheit des Menschen (dessen Wesen man in diesem Kontext als Dasein beschreibt) vor allem anderen Seienden verstanden. Dies wird mit dem Satz „Das Wesen des Daseins ist seine Existenz“ zum Ausdruck gebracht.
Eine Pointe der Existenzphilosophie liegt in der speziellen Dichotomie der beiden Begriffe Existenz und Essenz, die sich insbesondere Jean-Paul Sartre zu Nutze machte.

## Geistesgeschichtliche Positionierung
Die Existenzphilosophie entwickelt sich ausgehend von dem Denken Søren Kierkegaards, der Philosophie Edmund Husserls und von lebensphilosophischen Einflüssen im Anschluss an eine ideengeschichtliche Epoche, die hauptsächlich in der Dichotomie von spekulativem Idealismus und wissenschaftsbejahendem Positivismus steckte. Weniger eine Fortführung irgendeines Ansatzes, ist sie Ausdruck eines Losreißens von einer steckengebliebenen Philosophie und findet ihre Wurzel deshalb in verschiedensten philosophischen Richtungen, wie z. B. Phänomenologie, Ontologie, Lebensphilosophie, Dialogphilosophie, die ebenfalls auf der Suche nach Wegen aus der Krise sind.
Die Existenzphilosophie bricht mit der Vorstellung eines Absoluten, sei es im Sinne des Deutschen Idealismus oder einer verabsolutierenden Wissenschaft, und stellt dem die Existenz des Subjekts (im Sinne von: das „jemeinige“ Subjekt sein) als einziges Absolutes gegenüber. Demnach ist für das Verständnis der Existenzphilosophie gerade der Bezug zum Deutschen Idealismus und den Wissenschaften wichtig. So zeigen sich denn auch die weitreichenden Einflüsse Georg Wilhelm Friedrich Hegels z. B. bei Sartre oder die intensive dialogische Auseinandersetzung Maurice Merleau-Pontys mit den Naturwissenschaften immer wieder in den Werken der Existenzphilosophen.
Ihren besonderen Wert erhält die Existenzphilosophie durch ihre genaue Betrachtung des Menschen in seinem Menschsein darin, wie sich der Mensch in dieser Welt und anderen Menschen gegenüber gibt, das zu sehen, was die Philosophie immer schon im Zentrum ihres Bemühens hat: den Weg zur Wahrheit. Ob sie nun phänomenologisch argumentiert oder wie Kierkegaard einen anderen Zugang sucht – im Zentrum steht der Mensch mit seinen ihn bestimmenden Zuständen wie Angst, Liebe, Sorge als authentisches Wesen, das sich nicht als festgelegtes Wesen wiederfindet, sondern als verantwortliches, freies und selbst entwerfendes Wesen versteht. Damit tritt der Mensch aus einem philosophischen Rahmen heraus, der ihn bis jetzt umgab. Dieser philosophische Rahmen war die Ordnung des Mythos, des Logos, ein Ordowissen des Mittelalters, der Glaube an eine Vernunft oder das Wissen um das Absolute. In der Existenzphilosophie treten nun, angestoßen durch Lebensphilosophie und andere Einflüsse, die Aspekte in den Vordergrund, die ausgeblendet durch die benannten Ordnungsschemata in der Philosophie bisher keine theoriebildende Kraft besaßen: Angst, Sorge, Liebe, Freiheit, Sexualität.
Die Grundideen der modernen Existenzphilosophie wurden bereits lange vor Kierkegaard geboren, der französische Philosoph, Mathematiker und Physiker Blaise Pascal (1623–1662) nahm in seiner Essaysammlung Pensées (Gedanken) das vorweg, was später zur Existenzphilosophie werden sollte. Er schreibt vom Elend und der Verlorenheit des Menschen im Leben und stellt die Frage, ob es überhaupt die Möglichkeit gibt, glücklich zu werden und unbeschwert zu leben, ohne ständig in Angst vor Tod, Not und Elend leben zu müssen. Diese „Gedanken“ greifen später alle wichtigen Existenzphilosophen auf, und sie bearbeiten sie individuell.

## Philosophisch-systematische Einordnung
Die Schwierigkeit einer klaren Einordnung in die philosophische Systematik besteht in der Vielfältigkeit der Ansätze der Existenzphilosophie. So unterscheiden sich auch die allgemeinen systematischen Darstellungen der Philosophie in diesem Punkt. Sie allerdings nur auf den Aspekt des subjektiven Denkens zu reduzieren, verfehlt die methodischen Aspekte dieser Strömung und ihre Auseinandersetzung mit der Tradition. 

### Phänomenologie
Die Phänomenologie Husserls ist der methodische Grundbezug der meisten Autoren der Existenzphilosophie. Sie zeichnet sich deshalb besonders für die Fragestellung aus oder ist mit dieser eng verwoben, da sie sich jeglicher Vormeinung über das Bestehende enthält und sich auf die unmittelbaren Phänomene bezieht, um von dort aus eine Basis für die Wissenschaften zu erhalten.

### Lebensphilosophischer Ansatz
Die Lebensphilosophie ist eine Strömung innerhalb der Philosophie des 19. Jahrhunderts, die den Begriff des menschlichen Erlebens in den Vordergrund philosophischen Bemühens stellt. 
Siehe auch: Henri Bergson, Wilhelm Dilthey, Georg Simmel, Friedrich Nietzsche

## Vertreter (Auswahl)
- Søren Kierkegaard. Die meisten Vertreter der Existenzphilosophie beziehen sich auf Kierkegaard.
- Maurice Blondel
- Leo Schestow
- Nikolai Berdjajew
- Hans Lipps
- Karl Jaspers
- Martin Heidegger. Seine zentrale Leistung für die Existenzphilosophie bestand in der epochalen Fragestellung nach dem Sinn von Sein, die es systematisch nötig machte, die Existenz des Menschen nicht im Sinne Husserls als Ding unter anderen Dingen zu betrachten, sondern ihm eine eigene Seinsbedeutung zuzusprechen. Zentraler Gedanke hierbei ist die ontologische Differenz, die in dem Hauptwerk Sein und Zeit thematisch aufgefächert wird. Auch wenn Sein und Zeit von zentraler Bedeutung für die Existenzphilosophie war, verstand Heidegger sich selbst nicht als Existenzphilosoph und wehrte sich gegen eine rein existenzphilosophische Lesart von Sein und Zeit.[1]
- Jean-Paul Sartre, siehe auch Existentialismus. Sein philosophisches Hauptwerk Das Sein und das Nichts ist eines der Hauptwerke der Existenzphilosophie. Sartre orientiert sich hier an den phänomenologischen Autoren Husserl und Heidegger und ist stark von der Hegel-Lektüre Alexandre Kojèves geprägt.
- Simone de Beauvoir
- Albert Camus. Camus wird oft dem Existentialismus zugeordnet, er selbst protestierte gegen diese Einordnung. Er stand auch in der Tradition der französischen Moralisten. Sein Werk ist schwerpunktmäßig literarischer Natur.
- Simone Weil
- Gabriel Marcel
- Peter Wust

### Wichtige Primärwerke
- Sören Kierkegaard: Entweder – Oder. München 2000, ISBN 3-423-30134-1.
- Sören Kierkegaard: Der Begriff Angst. Ditzingen 1992, ISBN 3-15-008792-9.
- Sören Kierkegaard: Philosophische Brocken.
- Sören Kierkegaard: Abschließende unwissenschaftliche Nachschrift zu den philosophischen Brocken.
- Sören Kierkegaard: Die Krankheit zum Tode. Ditzingen 1997, ISBN 3-15-009634-0.
- Karl Jaspers: Philosophie. 3 Bände (I. Philosophische Weltorientierung; II. Existenzerhellung; III. Metaphysik). Springer, Berlin 1932, ISBN 3-540-12120-X.
- Karl Jaspers: Existenzphilosophie. Drei Vorlesungen. Springer, Berlin 1938.
- Karl Jaspers: Vernunft und Existenz. Groningen 1935.
  - Englische Ausgabe: Reason And Existenz [sic!]. Five Lectures. (Auf der dritten deutschen Auflage bei J. Storm, Bremen 1949 basierende) Übersetzung mit Einführung von William Earle. The Noonday Press, New York 1955 (hier in elektronischer Form zu lesen).
- Martin Heidegger: Sein und Zeit. Tübingen 1976, ISBN 3-484-70109-9.
- Jean-Paul Sartre: Das Sein und das Nichts. Hamburg 1985, ISBN 3-498-06060-0.
- Jean-Paul Sartre: Der Existentialismus ist ein Humanismus. Hamburg 1994, ISBN 3-499-34013-5.
- Albert Camus: Der Mythos von Sisyphos. Hamburg 2004, ISBN 3-499-22765-7.
- Albert Camus: Der Mensch in der Revolte.
- Gabriel Marcel: Metaphysisches Tagebuch. Paderborn u. a. 1992, ISBN 3-506-75342-8.
- Georges Bataille: Atheologische Summe.
- Peter Wust: Ungewißheit und Wagnis. Münster 2002, ISBN 3-8258-6066-3.

### Sekundärliteratur
- Artikel „Existenzphilosophie“ in: Friedo Ricken (Hrsg.): Lexikon der Erkenntnistheorie und Metaphysik. München 1984, ISBN 3-406-09288-8.
- Kapitel „Existenz- und Dialogphilosophie“ in: Emerich Coreth: Philosophie des 20. Jahrhunderts. Stuttgart u. a. 1993, ISBN 3-17-008462-3.

- Hannah Arendt: Was ist Existenzphilosophie?. Anton Hain, Frankfurt 1990 (ursprünglich: Sechs Essays. Schriften der Wandlung 3, Heidelberg Januar 1948, S. 48–80).
- Helmut Fahrenbach: Kierkegaards existenzdialektische Ethik. Vittorio Klostermann, Frankfurt 1968.
- Helmut Fahrenbach: Existenzphilosophie und Ethik. Vittorio Klostermann, Frankfurt 1970.
- Wolfgang Janke: Existenzphilosophie, de Gruyter, Berlin 1982, ISBN 3-11-008246-2.
- Thomas Seibert: Existenzphilosophie. Metzler, Stuttgart u. a. 1997, ISBN 3-476-10303-X.
- Rainer Thurnher: Lebensphilosophie und Existenzphilosophie. (Geschichte der Philosophie Bd. 13). Beck, München 2002, ISBN 3-406-49275-4.
- Urs Thurnherr, Anton Hügli (Hrsg.): Lexikon Existentialismus und Existenzphilosophie. Wissenschaftliche Buchgesellschaft, Darmstadt 2007, ISBN 978-3-534-16331-1.
- René Weiland: Philosophie der Lebensführung. Ethisches Denken zwischen Existenzphilosophie und Konstruktivismus. transcript, Bielefeld 2016, ISBN 978-3-8376-3632-1 (Rehabilitierung der Existenzphilosophie über ihre konstruktivistische Neulektüre).